# Калитин, Николай Николаевич
Николай Николаевич Калитин (29 марта 1884, Сырковицы, Санкт-Петербургская губерния — 21 августа 1949, Ленинград) — российский советский учёный-физик, метеоролог, доктор физико-математических наук, профессор, основатель актинометрии в СССР, заслуженный деятель науки РСФСР (1948).

## Биография
Родился 29 марта 1884 в деревне Сырковицы Ямбургского уезда в семье сельского учителя. В том же году его родители переехали в пригород Петербурга г. Павловск, где Николай вырос, учился, а затем работал до 1941 года. Получил начальное домашнее образование, затем до 1904 учился в Царскосельской гимназии.
Из-за трудных материальных условий учёбу в гимназии совмещал с работой наблюдателя на станции Магнитно-метеорологической обсерватории в Павловске, основанной Петербургской Академией наук в 1878 году. Окончив гимназию, поступил в Санкт-Петербургский университет на физико-математический факультет в группу астрономии, который окончил в 1911 году.
Будучи ещё студентом, Н. Калитин напечатал 4 научные работы, выступал докладчиком в Астрономическом обществе и участвовал в экспедиции Академии Наук в Туркестан по солнечному затмению, где производил аэрологические наблюдения и наблюдения по атмосферному электричеству.
После университета Н. Калитин занялся астрофизикой — изучением дисперсии света в межзвёздном пространстве. Изучая вопросы радиационных свойств атмосферы, настолько ими заинтересовался, что отошёл от астрономии и занялся исключительно актинометрией. С 1911 работал в Главной физической (позднее геофизической) обсерватории, где затем руководил отделом актинометрии и атмосферной оптики.
В начале Первой мировой войны прапорщик запаса Калитин был призван на военную службу и назначен преподавателем в Гатчинскую авиационную школу. Обучая курсантов метеорологии, аэрологии и аэронавигации, Николай сам учился лётному делу. Получив звание пилота, летал на самолётах, свободных аэростатах и дирижаблях, состоя на службе в Высшей военной воздухоплавательной школе. Время воинской службы Калитин с успехом использовал и для научной работы; при демобилизации из армии в 1918 г. он имел уже 17 печатных работ.
Дочь — Н. Н. Калитина (1926—2018).

## Научная деятельность
Возвратившись после революции в Павловскую обсерваторию, Н. Калитин занялся разработкой научных основ актинометрии и вскоре стал ведущим специалистом в этой области, фактически он создал в СССР новый раздел геофизики. До него велись наблюдения за солнечной радиацией лишь в нескольких обсерваториях, причём эти работы носили характер подчинённых вопросов. Благодаря упорной работе Н. Н. Калитина была создана сеть актинометрических станций по единому плану с целеустремлёнными задачами, послужившая быстрому развитию актинометрии в СССР.
В 1925 году Н. Н. Калитин организовал при Главной геофизической обсерватории Постоянную актинометрическую комиссию, в круг задач которой входили: разработка методов дозировки радиации при гелиоаэротерапии на советских курортах; разработка методов и приборов для лечения больных с помощью солнечной радиации; разработка различного вида фотариев; изучение ультрафиолетовой, видимой и инфракрасной радиации как лечебных факторов; работы по изучению радиационных свойств листьев растений; исследование радиационных условий парников и теплиц для создания их рациональных конструкций; радиационные проблемы заводской актинометрии — разработка методики и аппаратуры радиационных измерений в горячих цехах, борьба с мощными потоками радиации, вредно действующими на рабочих и т. п.
По инициативе Калитина и под его редакцией с 1926 начал издаваться специальный журнал «Бюллетень постоянной актинометрической комиссии ГГО», являвшийся единственным в мире печатным изданием по актинометрии. На Международном съезде актинометристов в Копенгагене в 1929 по докладу Н. Н. Калитина было принято предложение строить актинометрическую работу по примеру СССР.
Н. Н. Калитин — автор более 250 научных работ и 32-х изобретений. Его книга — «Актинометрия» (1938), явилась итогом многочисленных исследований ученого, и сыграла важную роль в развитии геофизики.

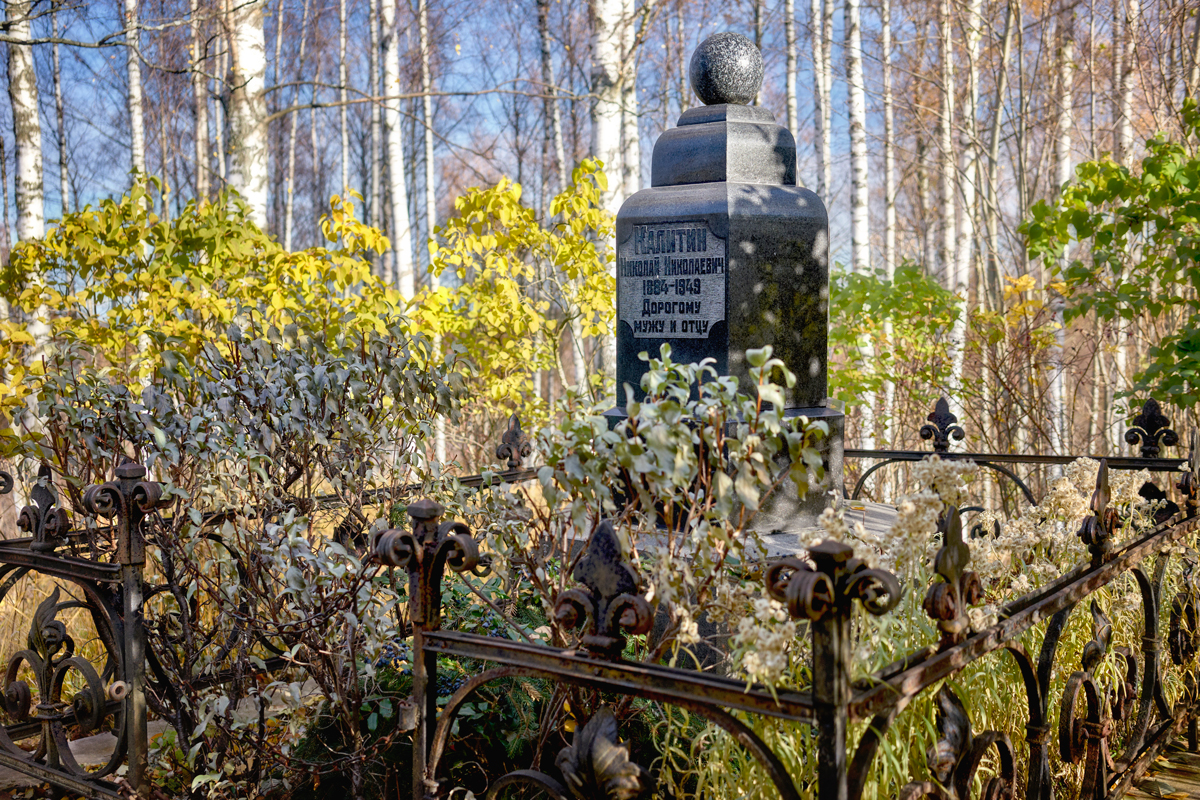
Могила Н. Н. Калитина в посёлке

В числе заслуг Н. Калитина в области приборостроения и разработки методики измерения радиации: предложенные и построенные десятки оригинальных приборов, превосходивших зарубежные аналоги, в том числе, вакуумный пиранометр для регистрации рассеянной радиации, фотометры для наблюдений дневной рассеянной освещённости, прибор для измерения околосолнечной радиации различных длин волн; прибор для измерения поляризации света неба в различных участках спектра; прибор для измерения яркости небесного свода и радиации от различных зон неба.
Впервые в мире Н. Н. Калитиным был построен прибор для определения прозрачности естественных вод.
Кроме научной деятельности, профессор Н. Н. Калитин вёл педагогическую работу, читая лекции и доклады в области метеорологических и актинометрических знаний в Агрометеорологическом и Политехническом институтах, Институте усовершенствования врачей и ряде других научно-исследовательских медицинских институтов.

## Награды
- Орден Трудового Красного Знамени,
- Заслуженный деятель науки РСФСР
- Малая золотая медаль РГО за труды по геофизике (1925 год)